# Almin Osmanagić
Almin Osmanagić (* 8. Februar 1967) ist ein ehemaliger kroatischer Fußballspieler.

## Karriere
In der ersten jugoslawischen Liga spielte er für den montenegrinischen Verein FK Sutjeska Nikšić, sowie ab 1992 für den kroatischen Erstligisten NK Osijek. In seiner Zeit in Deutschland erzielte er in der Saison 1996/97 in 16 Spielen fünf Tore und stieg mit der SpVgg Greuther Fürth aus der Regionalliga in die 2. Bundesliga auf. In der Saison 1997/98 absolvierte er ein Zweitligaspiel (kein Tor) für die Spielvereinigung. Er wurde im Spiel gegen die SG Wattenscheid 09 (1:2) in der 65. Spielminute eingewechselt. Im DFB-Pokal wurde der Mittelfeldspieler in der Saison 1996/97 zweimal eingesetzt. Ab Januar 1998 spielte er verschiedenen Quellen zufolge entweder in Kroatien für den NK Zagreb oder in Israel für Hapoel Beit She’an. Zumindest in der Saison 2002/03 kam er für den steirischen Landesligisten SV Anger zum Einsatz.